# 江美京子
江美 京子（えみ きょうこ、1938年〈昭和13年〉1月6日 - 没年不詳）は、日本の女優、声優。
『ひょっこりひょうたん島』のチャッピ役で有名。チャッピ名義の「立志伝中の人物」「ひとりじゃない」などの曲もある。

## 出演作品

### テレビアニメ
1963年
- 狼少年ケン

1966年
- おそ松くん
- 遊星仮面（マリア）

1967年
- パーマン（みち子）

### 人形劇
- ひょっこりひょうたん島（チャッピ）